# Francisco de Paula, hertig av Cadiz
Francisco de Paula, hertig av Cadiz, Francisco de Paula Antonio de Borbón y Borbón-Parma, Antonio Maria, infant av Spanien, född 10 mars 1794 i Madrid, död 13 augusti 1865 i Madrid, yngre son till Karl IV av Spanien. 
Han gifte sig första gången 1819 med sin systerdotter Luisa av Båda Sicilierna (1804-1844) och andra gången morganatiskt med dona Teresa Arredondo 1851. Farfars farfars far till kung Juan Carlos I.

## Barn
- Francisco de Asis Luís Fernando, hertig av Cadiz, infant av Spanien (1820-1821)
- Isabel Fernanda Francisca Josefina, infanta av Spanien (1821-1897); gift i Dover 26 juni 1841 med comte Ignaz Gurowski.
- Francisco de Asis, titulärkung av Spanien (1822-1902); gift i Madrid 10 oktober 1846 med drottning Isabella II av Spanien.
- Enrique, hertig av Sevilla, Enrique Maria Fernando Carlos Francisco, infant av Spanien (1823-1870); gift morganatiskt i  Rom 6 maj 1847 med Elena de Castellvi y Shelly-Fernandez de Cordova (1821-1863).
- Luisa Teresa Maria del Carmen Francisca de Asis, infanta av Spanien (1824-1900); gift i Madrid 10 februari 1847 med José Maria Osorio de Moscoso, Duque de Sessa (1828-1881)
- Duarte Felipe Maria, infant av Spanien (1826-1830)
- Josefina Fernanda Luisa Guadalupe, infanta av Spanien (1827-1910); gift i Valladolid 1848 med José Güell y Rente (1818-1884)
- Teresa, infanta av Spanien (1828-1829)
- Fernando Maria Mariano, infant av Spanien (1832-1854)
- Maria Cristina Isabel Blasia Bona Vita Lutgarda Romana Judas Tadea Alberta Josefa Ana Joaquina Los Dolce Apostoles Bonifacia Dominica Bibiana Veronica, infanta av Spanien (1833-1902); gift i Madrid 19 november 1860 med Sebastian, infant av Spanien och Portugal (1811-1875)
- Amelia Felipina del Pilar Blasia Bonisa Vita Rita Lutgard Romana Judas Tadea Alberta Josefa Ana Joaquina Los Dolce Apostolicos Bonifacia Domenica Bibiana Veronica, infanta av Spanien (1834-1905); gift i Madrid 25 augusti 1856 med Adalbert, prins av Bayern (1828-1875)